# Metal
Metal е дебютно EP на американската хевиметъл група Нюстед. Групата е създадена от американския басист Джейсън Нюстед през 2012. EP-то е издадено на 8 януари 2013 от собствения лейбъл на Джейсън Нюстед – Чопхаус Рекърдс. Записът е осъществен в Криейшън Лаб студио в Търлок, Калифорния.

## История
От 1986 до 2001 Джейсън Нюстед е басист на хевиметъл групата Металика. През деветдесетте среща барабаниста Хесус Мендез младши, който помага в офиса на Металика, а по-късно работи като техник на барабаните по време на турнето на предишната група на Нюстед Echobrain. В края на 2000 Нюстед среща китариста Джеси Фарнсуърт. Триото започва работа върху музицирането и писането на песни. Нюстед започва да пише песни на софтуерно приложение GarageBand през август 2012, преди да ги даде на Мендез и Фарнсуърт да ги научат. През октомври 2012 групата започва да записва песни и по-късно записват още един сет през декември 2012. Групата записва общо единадесет песни, които планират да издадат през първите шест месеца на 2013 г.
Албумът е продуциран от Джейсън Нюстед, с помощта на помощник продуцент Франк Муноз. EP-то е записано, миксирано и мастерирано от Антъни Фокс в Криейшън Лаб Студио през периода 5 – 12 октомври 2012.

## Хронология на издаване
На 15 ноември 2012 Джейсън Нюстед обявява старта на официалната си страница за информация относно своите проекти. На 16 ноември 2012 Джейсън Нюстед е интервюиран от Еди Трънк в радио шоуто „Фрайдей Найт Рокс“. Той разкрива, че ще издаде музика чрез група, кръстена на него.
На 7 декември 2012 Нюстед обявява, че групата му тъкмо завършва първия си албум. На 11 декември 2012 Нюстед обявява, че групата е завършила първата част от песни и работят над втора част. На 14 декември 2012 Нюстед разкрива списъка с песни и датата на излизане на дебютно EP с четири песни, с име Метъл, което излезе в продажба на 8 януари 2013 чрез iTunes. На 15 декември 2012 е записано музикално видео по първата песен „Soldierhead“. На 17 декември 2012 е премиерата на „Soldierhead“ по радио шоуто в „Еди Трънк Лайв“ по Sirius Satellite Radio. На 10 януари 2013 Нюстед обявява, че ще предлага физически дискове на EP-то, които могат да бъдат закупени чрез поръчка от 15 януари 2013.
Албумът е продаден в приблизително 6200 броя през първата седмица на излизането си и дебютира на 62-ро място в американския Billboard 200.

## Песни
| Metal | Metal                 | Metal | Metal | Metal | Metal | Metal | Metal | Metal | Metal |
| №     | Име                   | Време |       |       |       |       |       |       |       |
| ----- | --------------------- | ----- | ----- | ----- | ----- | ----- | ----- | ----- | ----- |
| 1.    | Soldierhead           | 4:16  |       |       |       |       |       |       |       |
| 3.    | Godsnake              | 5:16  |       |       |       |       |       |       |       |
| 4.    | King of the Underdogs | 6:00  |       |       |       |       |       |       |       |
| 5.    | Skyscraper            | 6:36  |       |       |       |       |       |       |       |
| 22:08 |                       |       |       |       |       |       |       |       |       |

## Състав
Нюстед
- Джейсън Нюстед – вокали, бас, китара
- Хесус Мендез Младши – барабани, перкусии
- Джеси Фарнсуърт – бас, китари беквокали

Технически екип
- Джейсън Нюстед – продуцент на записа
- Франк Муноз – допълнителна обработка
- Антъни Фокс – звукозапис и обработка, аудио миксиране, аудио мастериране
- Крис Ласкано – фотограф
- Марк Девито – оформление на корицата и дизайн

## Класации
| Класация (2012)    | Пикова позиция |
| ------------------ | -------------- |
| U.S. Billboard 200 | 62             |